# Sam Farha
Ihsan (Sam) Farha (Beirute, 1959) é um jogador profissional de pôquer libanês.

## Braceletes do World Series of Poker
| Ano  | Preço de Inscrição (Buy-in) | Evento          | Prêmio (US$) |
| ---- | --------------------------- | --------------- | ------------ |
| 1996 | $2,500                      | Pot Limit Omaha | $145,000     |
| 2006 | $5,000                      | Limit Omaha 8/b | $398,560     |